# Bainet (arrondissement)
Bainet (em crioulo, Benè), é um arrondissement do Haiti, situado no departamento do Sudeste. De acordo com o censo de 2003, Bainet tem uma população total de 95.877 habitantes.

## Comunas
O arrondissement de Bainet é composto por 2 comunas.			